# Нанси Дориан
Нанси Къриър Дориан (на английски: Nancy Currier Dorian) е американска езиковедка.

## Биография
Родена е през 1936 година в Ню Брънзуик, щата Ню Джърси. През 1958 година завършва немска филология в Кънектикътския женски колеж, а през 1965 година защитава докторат в Мичиганския университет. От 1965 до 1989 година преподава езикознание и немски език в Бринмарския колеж. През 1963 година участва в полеви проучвания на местен диалект на шотландския келтски език в източен Съдърленд, говорен по това време от около 200 души. Тя посвещава следващите десетилетия на неговото наблюдение и изследване, превръщайки се в един от водещите световни авторитети в областта на изчезването на езиците.